# Den norske filmskolen
Den norske filmskolen ist die einzige norwegische Film- und Fernsehhochschule. Sie wurde 1997 als eigene Abteilung der Hochschule Lillehammer gegründet und liegt ebenfalls in Lillehammer.
Die Hochschule bietet eine dreijährige Ausbildung in den Bereichen Film- und Fernsehen mit theoretischem und praktischem Unterricht. Zu ihren mittlerweile 220 Absolventen (Stand 2013) gehören unter anderen die Regisseure Sara Johnsen, Roar Uthaug, Hisham Zaman und Hallvar Witzø. Letztgenannter wurde für seinen Abschlussfilm Tuba Atlantic 2012 für einen Oscar nominiert, jedoch nachträglich disqualifiziert.